# Departure (album de Taio Cruz)
Pour les articles homonymes, voir Departure.
Albums de Taio Cruz
Rokstarr
(2009)
Singles
1. I Just Wanna Know
Sortie : 6 novembre 2006
2. Moving On
Sortie : 10 septembre 2007
3. Come On Girl
Sortie : 3 mars 2008
4. I Can Be
Sortie : 26 mai 2008
5. She's Like a Star
Sortie : 11 août 2008
6. I Just Wanna Know '08
Sortie : 10 novembre 2008

Departure est le 1er album studio par le chanteur Taio Cruz. Il inclut les premiers singles sortis avant les autres chansons de son 2e album, Rokstarr, qui l'auront fait connaître.

## Liste des pistes
Toutes les chansons ont été écrites, arrangées et produites par Taio Cruz.
1. I'll Never Love Again - 3:51
2. I Just Wanna Know - 4:00
3. I Can Be - 3:54
4. I Don't Wanna Fall in Love - 3:24
5. So Cold - 3:29
6. Fly Away - 4:05
7. Driving Me Crazy - 3:16
8. Moving On - 3:27
9. Come On Girl (featuring Luciana) - 3:36
10. Never Gonna Get Us - 3:54
11. She's Like a Star - 3:39
12. Can't Say Go - 3:23

Édition Deluxe numérique / Édition Deluxe HMV Exclusive
13. Come On Girl (Delinquent Mix) - 4:37
14. Fly Away (Delinquent Mix) - 3:57
15. I Can Be (Delinquent Mix) - 4:19
16. I Just Wanna Know (Delinquent Mix) - 3:11
17. I'll Never Love Again (Delinquent Mix) - 4:34